# Estrada Parque Universidade de Brasília (DF-008)
A DF-008, também chamada Estrada Parque Universidade de Brasília (EPUB) é uma rodovia radial do Distrito Federal, no Brasil.
Fica na Asa Norte, entre as vias L2 e L4, e como o nome sugere, dá acesso ao principal campus da Universidade de Brasília (UnB), o Campus Darcy Ribeiro, onde fica a maioria dos cursos da instituição, a Reitoria e os principais órgãos administrativos e de apoio.
É uma das estradas parque - tradução literal das vias americanas chamadas parkway - cuja ideia veio de Lúcio Costa para serem vias de trânsito rápido, sem interrupções e com uma paisagem bucólica, diferente das caóticas rodovias tradicionais, o que acabou se perdendo com o tempo.